# Les Agents tels qu'on nous les représente
 (juillet 2025).
Pour plus de détails, voir Fiche technique et Distribution.

Les agents tels qu'on nous les représente (ou Les agents tels qu’on nous les représente et les agents tels qu’ils sont) est un film français muet réalisé par Louis Feuillade, sorti en 1908.